# Tropocalimatinos
Tropocalimatinos (Tropocalymmatini) é uma tribo de coleópteros da subfamília Cerambycinae.

## Sistemática
- Ordem Coleoptera
  - Subordem Polyphaga
    - Infraordem Cucujiformia
      - Superfamília Chrysomeloidea
        - Família Cerambycidae
          - Subfamília Cerambycinae
            - Tribo Tropocalymmatini (Lacordaire, 1869)
              - Gênero Tropocalymma (Thomson, 1864)